# Земельні відносини
Земельні відносини — це суспільні відносини щодо володіння, користування і розпорядження землею.
Суб'єктами земельних відносин є громадяни, юридичні особи, органи місцевого самоврядування та органи державної влади.
Об'єктами земельних відносин є землі в межах території України, земельні ділянки та права на них, у тому числі на земельні частки (паї).
Ефективне використання ресурсного та інвестиційного потенціалу земель як життєвого середовища і основного засобу виробництва.
З метою відновлення соціальної справедливості щодо можливості розпоряджатися землею жителями сільської місцевості (особливо похилого віку), зростання інвестиційної привабливості сільськогосподарського виробництва Уряд бере на себе зобов'язання:
- забезпечити реалізацію та захист прав селян на землю шляхом повної персоніфікації власників та користувачів земельних ділянок сільськогосподарського призначення, зокрема: спрощення процедури оформлення документів на право власності на землю та майно для селян;
- зменшення ставки державного мита на земельну спадщину для селян;
- якнайшвидше завершення видачі державних актів на право власності на землю громадянам — власникам сертифікатів на право на земельну частку (пай) та інвентаризацію земель сільськогосподарського призначення;
- ведення єдиного державного реєстру прав на нерухоме майно та прийняття відповідних актів у зазначеній сфері;
- створення загальнодержавного кадастру землі в електронному вигляді та відповідної земельно-інформаційної бази даних;
- розроблення і виконання державної програми, спрямованої на концентрацію земельних масивів, з метою створення оптимальної системи землекористування і раціонального управління земельними ресурсами;
- законодавче обмеження для однієї юридичної особи максимального розміру земельних масивів у відсотках до площі землекористування відповідних територіальних одиниць, під час набуття права власності;
- підготовка законопроєкту про внесення змін до Закону України «Про оренду землі» з визначенням мінімального строку дії договорів оренди сільськогосподарських угідь на період ротації основної сівозміни згідно з проєктом землеустрою (але не менш як на п'ять років);
- визначення на законодавчому рівні статусу особистого селянського господарства і домогосподарства з метою надання їм можливості долучитися до програм державної підтримки та обов'язкового державного пенсійного страхування;
- врегулювання на законодавчому рівні порядку передачі власниками земельних паїв в державне управління з метою забезпечення гарантованої виплати орендної плати;
- забезпечити до завершення дії мораторію на продаж земель сільськогосподарського призначення формування цілісної інфраструктури ринку земель шляхом: підготовки проєктів Законів України «Про ринок земель» та «Про державний земельний кадастр»;
- установлення на законодавчому рівні спрощеного порядку набуття права власності на земельні ділянки несільськогосподарського призначення юридичними особами України, утвореними іноземними юридичними особами або фізичними особами — іноземцями;
- затвердження Тимчасового порядку проведення торгів стосовно земель несільськогосподарського призначення та організації аукціонної діяльності (для невідкладного врегулювання питань щодо врахування специфіки правовідносин у сфері використання земель несільськогосподарського призначення);
- забезпечити розвиток земельного іпотечного кредитування шляхом: підготовки проєктів змін до Законів України «Про іпотеку» та «Про оренду землі» щодо можливості застави майнових прав на земельні ділянки для одержання кредитів, у тому числі довгострокових;
- розроблення та затвердження нормативно-правових актів з питань вдосконалення системи оцінки земель сільськогосподарського призначення та процедури підтвердження майнових прав на земельні ділянки сільськогосподарського призначення;
- врегулювати основні засади і встановити порядок реалізації права державної та комунальної власності, управління об'єктами права державної та комунальної власності, в тому числі територіальних громад, а саме: провести інвентаризацію земель державної та комунальної власності з метою встановлення меж адміністративно-територіальних одиниць (областей, районів, міст, селищ, сіл) і запровадження нового механізму управління ними; розмежування земель державної та комунальної власності, посилення відповідальності за використання
- земельних ресурсів і зміцнення економічної бази місцевого самоврядування;
- підготувати проєкти Законів України «Про державну інвентаризацію земель», «Про управління землями державної власності», «Про порядок викупу земель для суспільних потреб»;
- установити відповідальність за неефективне використання земельних ресурсів;
- переглянути пільги із здійснення плати за землю та забезпечення використання надходжень від плати за землю відповідно до Закону України «Про плату за землю» забезпечити охорону та раціональне використання земель шляхом: підготовки проєктів Законів України «Про Загальнодержавну програму використання та охорони земель», «Про зонування та районування земель»;
- завершення інвентаризації земель сільськогосподарського призначення та врегулювання на законодавчому рівні питання виведення з обороту деградованих та непридатних для ведення сільського господарства земель з виділенням необхідних бюджетних коштів;
- посилення контролю за переведенням земель сільськогосподарського призначення в інші категорії;
- розроблення системи вторинного освоєння запущених (не деградованих) сільськогосподарських земель, у тому числі меліорованих, через надання підтримки фермерським господарствам і новоутворюваним сільськогосподарським підприємствам;
- проведення суцільної агрохімічної паспортизації земель сільськогосподарського призначення, складення агрохімічних паспортів (документів державного зразка) полів, земельних ділянок та розроблення на їх основі науково обґрунтованих рекомендацій;
- ефективного та безпечного застосування агрохімічних засобів;
- розроблення та виконання Державної програми відновлення родючості ґрунтів.